# Parc national Qafë Shtamë
Le parc national Qafë-Shtamë se situe dans la chaîne de montagnes de l'Albanie centrale, au nord de Tirana, à environ 25 kilomètres à l'est de Kruja. Il a été nommé d'après le passage Qafë-Shtamë. Il a une superficie de 20 km² (2000 hectares), et présente de beaux paysages de montagne, avec des petits lacs et des sources. Il se compose principalement de forêts de pins. Le parc national a été créé en 1996. Il est devenu une attraction populaire pour la randonnée.
Le nom du parc se traduit par passage Shtama. La route de Kruja à Burrel, traverse le parc à une altitude de 1250 mètres.

## Faune et flore

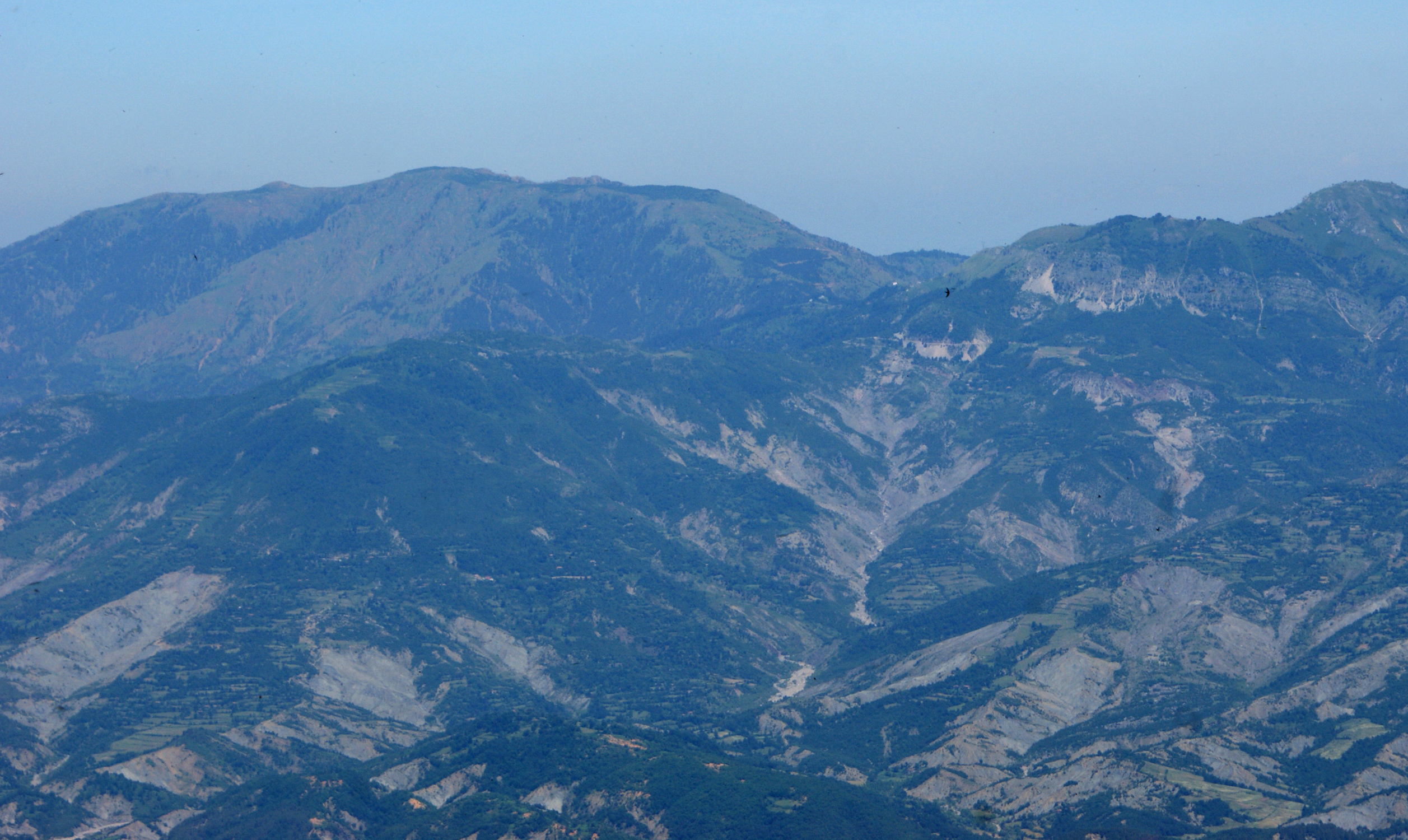
Maja e Liqenit (à gauche) et Qafë Shtama (au centre à droite) de la montagne de Dajt.

Au nord de la route du col, la majorité du parc est principalement restée une zone montagneuse non développée, avec des forêts, surtout composées de pins et de chênes. Les pins noirs ont jusqu'à 20 mètres de haut et 60 ans d'âge, et constituent l'une des principales sources de bois en Albanie,. Les forêts offrent des possibilités de refuge pour les ours bruns, les loups, les renards, et divers oiseaux, mais sont actuellement en danger de disparition à cause de la déforestation illégale. Les plus hauts sommets sont la Maja e Liqenit (1724 mètres) et le pic Maja je Rjepat e Qetkolës (1686 mètres). Maja e Liqenit ne doit pas être confondu avec le pic du même nom dans la région de Sharr au Kosovo. La partie sud du parc est adjacente au parc national de la montagne Dajti.

## Sources d'eau
La plus importante source d'eau est appelée Ce je Nenës Mbretëreshë (en français : source de la Reine Mère), connue pour son eau propre, claire et saine. La légende fait référence à la famille royale albanaise, qui aurait fait son approvisionnement quotidien à cette source, après qu'un laboratoire de Vienne l'ait récompensée comme étant la meilleure eau du pays en 1932,. Le mot Reine Mère ramène sans doute à Sadije Toptani, la mère de Ahmet Zogu, ou Geraldine Apponyis, sa femme, qui avait visité l'Albanie en 1937. Nena Mbretëreshë est un nom commun pour la mère du roi.
L'eau est encore de nos jours recueillie et emmenée dans une usine d'embouteillage, se trouvant un peu plus bas, à partir de l'entrée du parc. Le produit en bouteille d'eau minérale est vendu sous la marque Qafshtama.

## Fait divers
Le 29 avril 1997, un complexe de bunker souterrain sur le côté est de la passe a été l'objet d'un grave accident. Une explosion a eu lieu dans les tunnels remplis de munitions et d'armes, regroupées dans un site militaire de stockage au cours de l'ère communiste. Les sites ont été démantelés dans les années 1990. À la suite du démantèlement, plusieurs personnes ont essayé de démonter les métaux pour les vendre, sans précaution ou avoir de connaissances militaires. Ce qui a causé une explosion dans le tunnel, tuant 23 personnes au total.